# 1972年札幌オリンピックのアイスホッケー競技
1972年札幌オリンピックのアイスホッケー競技（1972ねんさっぽろオリンピックのアイスホッケーきょうぎ）は、1972年2月3日から2月13日までの競技日程で実施されたアイスホッケー競技である。競技は札幌市内の真駒内屋内競技場と月寒体育館の2会場で行われた。なお、これまでオリンピック開催年のアイスホッケー世界選手権はオリンピックも兼ねて行われたが、今回より独立して実施されることになった。

## 概要
直近の大会である1971年アイスホッケー世界選手権の上位14カ国（グループAおよびB残留以上の12カ国とグループCからBへ昇格の2カ国）に出場権が与えられたが、このうち財政上の理由で来日しなかった東ドイツ、ルーマニア、フランスを除く11カ国が参加して行われた。競技では、世界選手権1位のソビエト連邦が特別シードで予選ラウンド免除、残る10カ国を世界選手権順位に応じて組み合わせた予選が行われた。予選の勝利チームとソ連が決勝ラウンドへ進み、敗戦チームが7-11位決定戦へ進んだ（西ドイツ以外は世界選手権上位のチームが決勝ラウンドに進んでいる）。7-11位決定戦および決勝ラウンドでは総当りのリーグ戦を行い順位を決定した。カナダはプロ選手が出場できないことに不満を持ち1970年以降国際アイスホッケー連盟の大会に参加しておらず、この大会のアイスホッケー競技もボイコットしている。なおカナダは本大会終了後の同年9月に政府関係者の協力を得てNHL選抜チームとソ連代表チームとの試合を両国で4試合ずつ開催、その前後にスウェーデン、チェコスロバキアでも各国代表チームとの試合を行った。

## 競技結果

### 予選
| 2月3日 (16:00 - ) | 真駒内 | チェコスロバキア（2位） | 8-2 (1-0), (4-1), (3-1)  | 日本（11位）           |
| 2月3日 (19:30 - ) | 真駒内 | スウェーデン（3位）     | 8-1 (0-0), (4-0), (4-1)  | ユーゴスラビア（12位） |
| 2月4日 (14:00 - ) | 真駒内 | アメリカ合衆国（6位）   | 5-3 (2-1), (1-1), (2-1)  | スイス（7位）          |
| 2月4日 (19:00 - ) | 真駒内 | ポーランド（8位）       | 4-0 (0-0), (3-0), (1-0)  | 西ドイツ（5位）        |
| 2月4日 (19:00 - ) | 月寒   | フィンランド（4位）     | 13-1 (3-1), (5-0), (5-0) | ノルウェー（10位）     |

（ ）内順位は世界選手権の結果（9位東ドイツとグループCから昇格のルーマニア・フランスは棄権）
| 決勝ラウンド | ソビエト連邦 アメリカ合衆国 チェコスロバキア スウェーデン フィンランド ポーランド |
| 7-11位決定戦 | 西ドイツ ノルウェー 日本 スイス ユーゴスラビア                                    |

### 7-11位決定戦
| 2月6日 (12:30 - )  | 月寒   | ノルウェー | 5-2 (0-1), (3-0), (2-1) | ユーゴスラビア |
| 2月6日 (16:00 - )  | 月寒   | 西ドイツ   | 5-0 (2-0), (0-0), (3-0) | スイス         |
| 2月7日 (12:30 - )  | 月寒   | 西ドイツ   | 6-2 (2-1), (3-1), (2-1) | ユーゴスラビア |
| 2月7日 (14:45 - )  | 真駒内 | 日本       | 3-3 (1-1), (2-0), (0-2) | スイス         |
| 2月9日 (10:00 - )  | 真駒内 | 日本       | 3-2 (2-2), (0-0), (1-0) | ユーゴスラビア |
| 2月9日 (14:00 - )  | 月寒   | 西ドイツ   | 5-1 (3-0), (0-0), (2-1) | ノルウェー     |
| 2月10日 (10:00 - ) | 真駒内 | ノルウェー | 5-4 (2-2), (2-1), (1-1) | 日本           |
| 2月10日 (14:00 - ) | 月寒   | スイス     | 3-3 (1-3), (1-0), (1-0) | ユーゴスラビア |
| 2月12日 (14:00 - ) | 月寒   | ノルウェー | 5-3 (0-0), (1-2), (4-1) | スイス         |
| 2月12日 (16:00 - ) | 真駒内 | 日本       | 7-6 (3-1), (1-2), (3-3) | 西ドイツ       |

| 順位 | 国・地域       | 試合 | 勝 | 敗 | 分 | 得点 | 失点 | 差  | 勝点 |
| ---- | -------------- | ---- | -- | -- | -- | ---- | ---- | --- | ---- |
| 1    | 西ドイツ       | 4    | 3  | 1  | 0  | 22   | 10   | +12 | 6    |
| 2    | ノルウェー     | 4    | 3  | 1  | 0  | 16   | 14   | +2  | 6    |
| 3    | 日本           | 4    | 2  | 1  | 1  | 17   | 16   | +1  | 5    |
| 4    | スイス         | 4    | 0  | 2  | 2  | 9    | 16   | -7  | 2    |
| 5    | ユーゴスラビア | 4    | 0  | 3  | 1  | 9    | 17   | -8  | 1    |

### 決勝ラウンド
| 2月5日 (10:00 - )  | 真駒内 | スウェーデン     | 5-1 (2-1), (1-0), (2-0)  | アメリカ合衆国   |
| 2月5日 (14:00 - )  | 真駒内 | チェコスロバキア | 14-1 (5-0), (3-1), (6-0) | ポーランド       |
| 2月5日 (19:00 - )  | 真駒内 | ソビエト連邦     | 9-3 (3-2), (3-1), (3-0)  | フィンランド     |
| 2月7日 (11:30 - )  | 真駒内 | ソビエト連邦     | 3-3 (1-0), (1-0), (1-3)  | スウェーデン     |
| 2月7日 (16:00 - )  | 月寒   | アメリカ合衆国   | 5-1 (1-1), (3-0), (1-0)  | チェコスロバキア |
| 2月7日 (19:30 - )  | 月寒   | フィンランド     | 5-1 (0-0), (4-0), (1-1)  | ポーランド       |
| 2月8日 (14:00 - )  | 真駒内 | チェコスロバキア | 7-1 (1-0), (3-0), (3-1)  | フィンランド     |
| 2月9日 (14:00 - )  | 真駒内 | スウェーデン     | 5-3 (1-0), (4-2), (0-1)  | ポーランド       |
| 2月9日 (19:00 - )  | 真駒内 | ソビエト連邦     | 7-2 (2-0), (3-0), (2-2)  | アメリカ合衆国   |
| 2月10日 (14:00 - ) | 真駒内 | ソビエト連邦     | 9-3 (4-0), (4-2), (1-1)  | ポーランド       |
| 2月10日 (19:00 - ) | 真駒内 | チェコスロバキア | 2-1 (0-0), (0-0), (2-1)  | スウェーデン     |
| 2月10日 (19:00 - ) | 月寒   | アメリカ合衆国   | 4-1 (2-1), (1-0), (1-0)  | フィンランド     |
| 2月12日 (19:30 - ) | 真駒内 | アメリカ合衆国   | 6-1 (2-0), (2-0), (2-1)  | ポーランド       |
| 2月13日 (9:00 - )  | 真駒内 | フィンランド     | 4-3 (1-2), (1-1), (2-0)  | スウェーデン     |
| 2月13日 (12:30 - ) | 真駒内 | ソビエト連邦     | 5-2 (2-0), (2-1), (1-1)  | チェコスロバキア |

| 順位 | 国・地域         | 試合 | 勝 | 敗 | 分 | 得点 | 失点 | 差  | 勝点 |
| ---- | ---------------- | ---- | -- | -- | -- | ---- | ---- | --- | ---- |
| 1    | ソビエト連邦     | 5    | 4  | 0  | 1  | 33   | 13   | +20 | 12   |
| 2    | アメリカ合衆国   | 5    | 3  | 2  | 0  | 18   | 15   | +3  | 11   |
| 3    | チェコスロバキア | 5    | 3  | 2  | 0  | 26   | 13   | +13 | 10   |
| 4    | スウェーデン     | 5    | 2  | 2  | 1  | 17   | 13   | +4  | 9    |
| 5    | フィンランド     | 5    | 2  | 3  | 0  | 14   | 24   | -10 | 7    |
| 6    | ポーランド       | 5    | 0  | 5  | 0  | 9    | 39   | -30 | 5    |

### 最終順位
| 順位 | 国・地域         |
| ---- | ---------------- |
| 1    | ソビエト連邦     |
| 2    | アメリカ合衆国   |
| 3    | チェコスロバキア |
| 4    | スウェーデン     |
| 5    | フィンランド     |
| 6    | ポーランド       |
| 7    | 西ドイツ         |
| 8    | ノルウェー       |
| 9    | 日本             |
| 10   | スイス           |
| 11   | ユーゴスラビア   |